# سكوت مكنيفين
سكوت مكنيفين (بالإنجليزية: Scott McNiven)‏ هو لاعب كرة قدم ومدرب كرة قدم بريطاني في مركز الدفاع، ولد في 27 مايو 1978 في ليدز في المملكة المتحدة. شارك مع منتخب اسكتلندا تحت 21 سنة لكرة القدم. أما مع النوادي، فقد لعب مع أكسفورد يونايتد وأولدهام أثلتيك وفليتوود تاون ونادي تشستر سيتي ونادي مانسفيلد تاون ونادي موركامب ونادي هايد إف سي.

## وصلات خارجية
- سكوت مكنيفين على موقع قاعدة بيانات كرة القدم.إي يو (الإنجليزية)
- سكوت مكنيفين على موقع Soccerbase.com (لاعب) (الإنجليزية)